# Jang Ok-rim
Jang Ok-rim (hangeul : 장옥림 ; RR : Jang Ongnim ; MR : Chang Ongnim), née le 8 février 1948, est une ancienne joueuse nord-coréenne de volley-ball.
Elle est médaillée de bronze aux Jeux de 1972.

## Carrière
Hwang est médaillée de bronze lors des Jeux olympiques d'été de 1972 ainsi qu'aux Mondiaux de 1970.

## Palmarès

### En équipe nationale
- Jeux olympiques
  -  1972 à Munich.

- Championnat du monde
  -  1970 à Varna.